# 은희 (1951년)
은희(본명: 김은희, 1951년 5월 13일 ~  )는 대한민국의 가수이다. 제주특별자치도 출신이다. 1971년 '사랑해' 로 데뷔하였다. 그룹 '라나에로스포' 멤버이기도 하였다.
한편, 탤런트 고두심과 초등학교(제주남초)-중학교(제주여중) 동창이며 2005년 10월 10일 KBS 2TV 여유만만 녹화에 고두심과 게스트로 동반  출연했는데 1985년 미국에서 돌아온 후 고두심을 모델로 세워 시작한 갈옷 사업이 폭우 피해 때문에  손해를 봐야 했다.

## 학력
- 제주남국민학교 (졸업)
- 제주여자중학교 (졸업)
- 제주여자고등학교 (전학)
- 서울예술고등학교 (졸업)
- 뉴욕 주립 패션 공과대학교 (FIT) 패션디자인 (졸업)[4]

## 공연
- 2018년 10월 13일  은희 컴백 콘서트 with 이동원 '꽃반지 끼고'

## 수상
- 1971년 MBC 10대 가수상 여자 신인가수상

## 가족 관계
- 딸 : 키미 (작가 겸 제주도 해녀)[5]

## 앨범
- 1971년 스테레오앨범[6]
- 1971년 전속기념 제1집 : 꽃반지 끼고[7]
- 1971년 은희의 화이트 크리스마스[8]
- 1972년 고운노래 모음 스테레오 제3집[9]
- 1972년 스테레오 선곡 2집[10]
- 1973년 호반의 메아리 (옴니버스)[11]
- 1973년 스테레오 앨범 제4집[12]
- 1974년 스테레오 독집[13]
- 1975년 스테레오 일대작 제2집[14]
- 1976년 Golden Greatest Hits[15]
- 1978년 골든디럭스 20 Vol.1[16]
- 1980년 귀국기념음반[17]
- 2003년 고은노래 모음[18]

## 기타
- KBS '불후의 명곡' 전설